# Dimitri Dementiev
Pour les articles homonymes, voir Dementiev.
Dimitri Dementiev (né le 17 janvier 1978,, à Tcheliabinsk) est un coureur cycliste russe, actif dans les années 1990 et 2000.

## Biographie
En 1995, Dimitri Dementiev se distingue au niveau international en remportant les Tre Ciclistica Bresciana. L'année suivante, il s'impose sur le Trofeo Karlsberg et le Giro di Basilicata. Il se classe également quatrième du championnat du monde sur route juniors (moins de 19 ans). 
Il continue ensuite sa carrière en Italie, au sein des équipes Leader Pump-Technostone, Bici Club Azzurro, MG Boy's-Aqua Mema puis Podenzano-Italfine. Durant cette période, il gagne notamment une étape du Tour de la Vallée d'Aoste en 1998, une étape du Baby Giro en 2002 ou encore la Freccia dei Vini en 2003. Il termine par ailleurs deuxième du championnat de Russie en 2002, ou encore dixième du championnat du monde espoirs en 1999. Malgré ses performances, il n'est jamais passé professionnel. Il met un terme à sa carrière en 2004. 

## Palmarès
- 1995
  - Tre Ciclistica Bresciana
- 1996
  - Trofeo Karlsberg
  - Giro di Basilicata
  - 4e du championnat du monde sur route juniors
- 1997
  - Gran Premio Vivaisti Pistoiesi
- 1998
  - Mémorial Gigi Pezzoni
  - 5e étape du Tour de la Vallée d'Aoste
  - 2e du Trophée Raffaele Marcoli
- 1999
  - 2e de la Coppa Città di Asti
  - 3e de Milan-Rapallo
  - 10e du championnat du monde sur route espoirs
- 2000
  - Coppa Collecchio
  - 2e du Giro della Provincia di Biella
- 2001
  - 2e de La Popolarissima
- 2002
  - 5e étape du Baby Giro
  - Gran Premio Città di Corridonia
- 2003
  - Freccia dei Vini
  - Trophée Egidio Bedogni
  - 2e du Gran Premio Folignano
  - 2e du championnat de Russie sur route
  - 3e de Bassano-Monte Grappa